# Wiązowna (gmina)
Pour les articles homonymes, voir Wiązowna.
Wiązowna est une gmina rurale (gmina wiejska) de la powiat d'Otwock, dans la Voïvodie de Mazovie, dans le centre-est de la Pologne.
Son siège administratif (chef-lieu) est le village de Wiązowna, qui se situe environ 7 kilomètres au nord-est d'Otwock (siège de la powiat) et 23 kilomètres à l'est de Varsovie (capitale de la Pologne).
La gmina couvre une superficie de 102,12 km2 pour une population de 9 890 habitants en 2006.

## Histoire
De 1975 à 1998, la gmina est attachée administrativement à la voïvodie de Siedlce.

Depuis 1999, elle fait partie de la voïvodie de Mazovie.

## Géographie
La gmina inclut les villages et localités de :

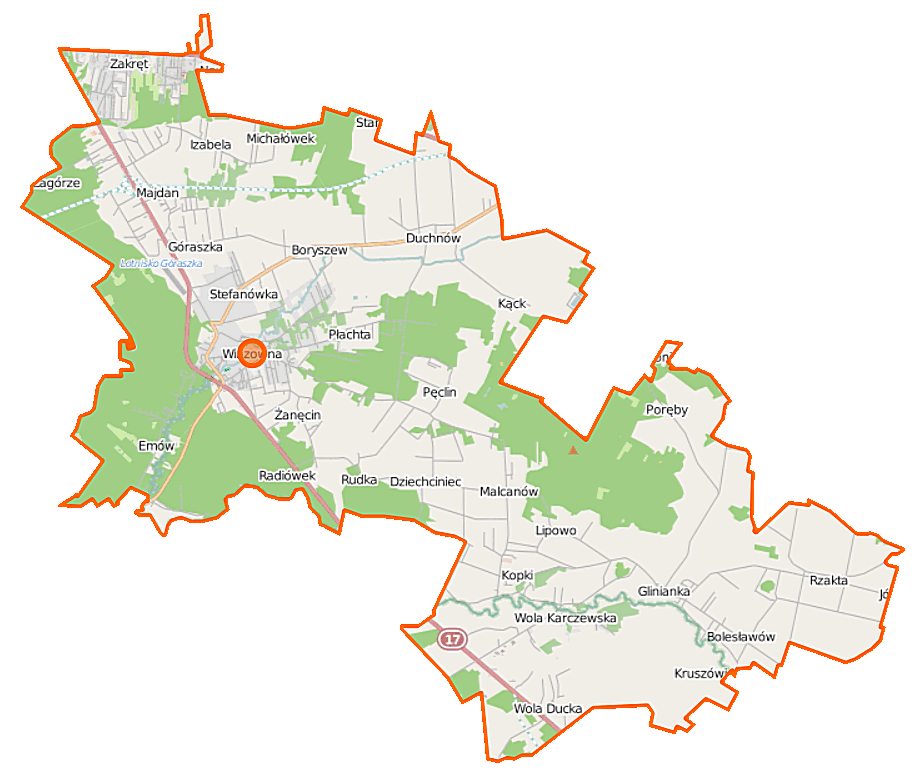
Plan de la gmina

- Bolesławów
- Boryszew
- Czarnówka
- Duchnów
- Dziechciniec
- Emów
- Glinianka
- Góraszka
- Izabela
- Kopki
- Kruszówiec
- Lipowo
- Majdan
- Malcanów
- Michałówek
- Pęclin
- Poręby
- Radiówek
- Rzakta
- Stefanówka
- Wiązowna
- Wiązowna Kościelna
- Wola Ducka
- Wola Karczewska
- Zagórze
- Zakręt
- Żanęcin

### Gminy voisines
La gmina de Wiązowna est voisine :
- des villes suivantes :
  - Varsovie
  - Józefów
  - Otwock
  - Sulejówek
- et des gminy suivantes :
  - Celestynów
  - Dębe Wielkie
  - Halinów
  - Karczew
  - Kołbiel
  - Mińsk Mazowiecki

## Structure du terrain
D'après les données de 2002, la superficie de la commune de Wiązowna est de 102,12 km2, répartis comme tel :
- terres agricoles : 57 %
- forêts : 30 %

La commune représente 16,6 % de la superficie du powiat.

## Démographie
Données du 30 juin 2004 et du 31 décembre 2010 :
| Description        | Total  | Total | Femmes | Femmes | Hommes | Hommes |
| ------------------ | ------ | ----- | ------ | ------ | ------ | ------ |
| Unité              | Nombre | %     | Nombre | %      | Nombre | %      |
| Population en 2004 | 9 650  | 100   | 4 947  | 51,3   | 4 703  | 48,7   |
| Densité (hab./km²) | 94,5   | 94,5  | 48,4   | 48,4   | 46,1   | 46,1   |
| Population en 2010 | 11 158 | 100   | 5 706  | 51,1   | 5 452  | 48,9   |
| Densité (hab./km²) | 109    | 109   | 55,9   | 55,9   | 53,3   | 53,3   |